# Ahmad Al-Mutairi
Ahmad Al-Mutairi (13 de mayo de 1994) es un deportista kuwaití que compite en atletismo adaptado. Ganó dos medallas en los Juegos Paralímpicos de Verano, oro en Río de Janeiro 2016 y plata en Tokio 2020.

## Palmarés internacional
| Juegos Paralímpicos | Juegos Paralímpicos     | Juegos Paralímpicos | Juegos Paralímpicos |
| Año                 | Lugar                   | Medalla             | Prueba              |
| ------------------- | ----------------------- | ------------------- | ------------------- |
| 2016                | Río de Janeiro (Brasil) | Medalla de oro      | 100 m T33           |
| 2020                | Tokio (Japón)           | Medalla de plata    | 100 m T33           |